# Reformierte Kirche Rüti

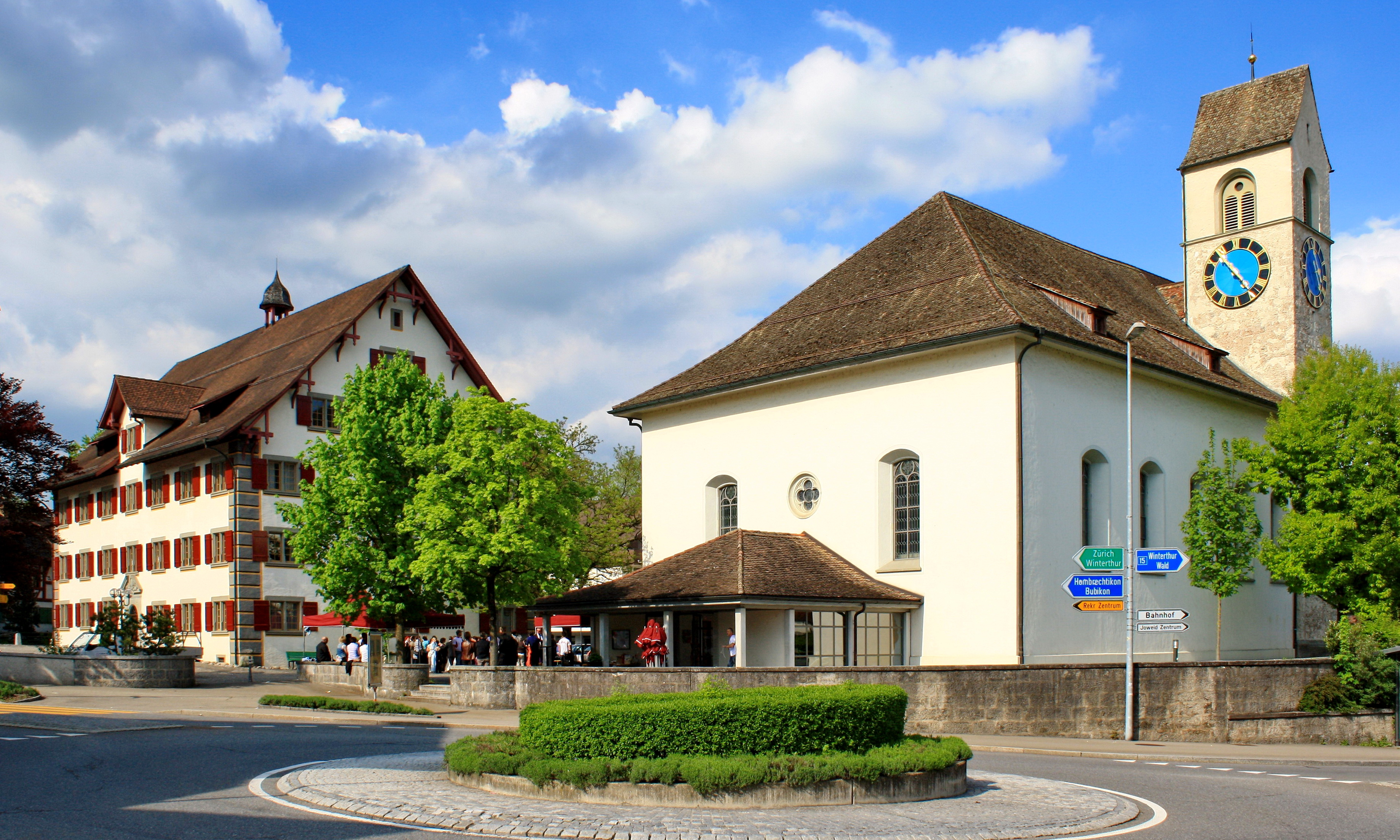
Die Reformierte Kirche Rüti, links das Amthaus

Die Reformierte Kirche Rüti ist eine evangelisch-reformierte Kirche in der Schweizer Gemeinde Rüti im Kanton Zürich. Von der ehemaligen Klosterkirche des im Juni 1525 aufgehobenen Prämonstratenserklosters Rüti sind der Kirchturm und das Kirchenschiff erhalten.

## Lage

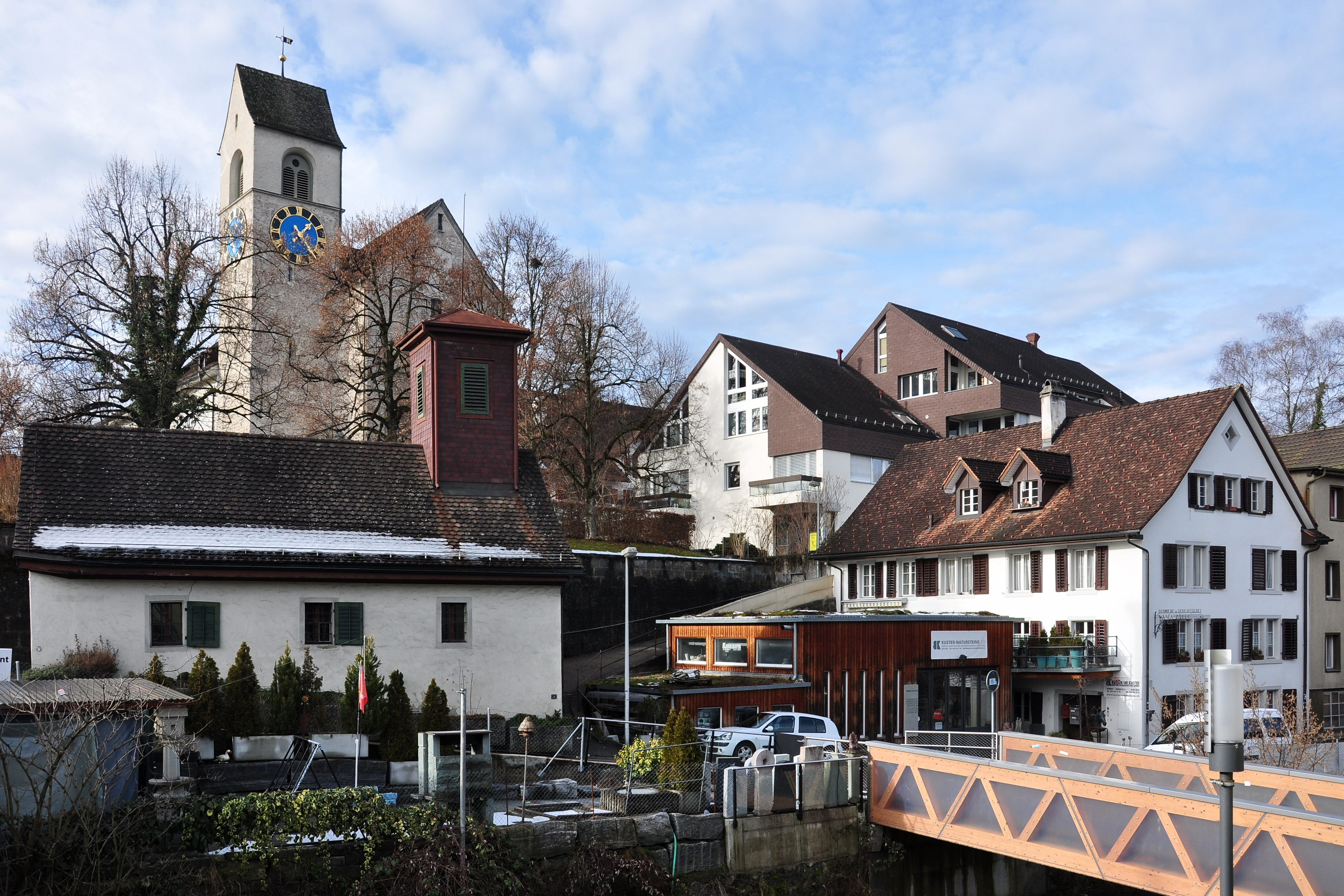
Das ehemalige Klostergelände, Ansicht von Nordwesten (Dorfstrasse)

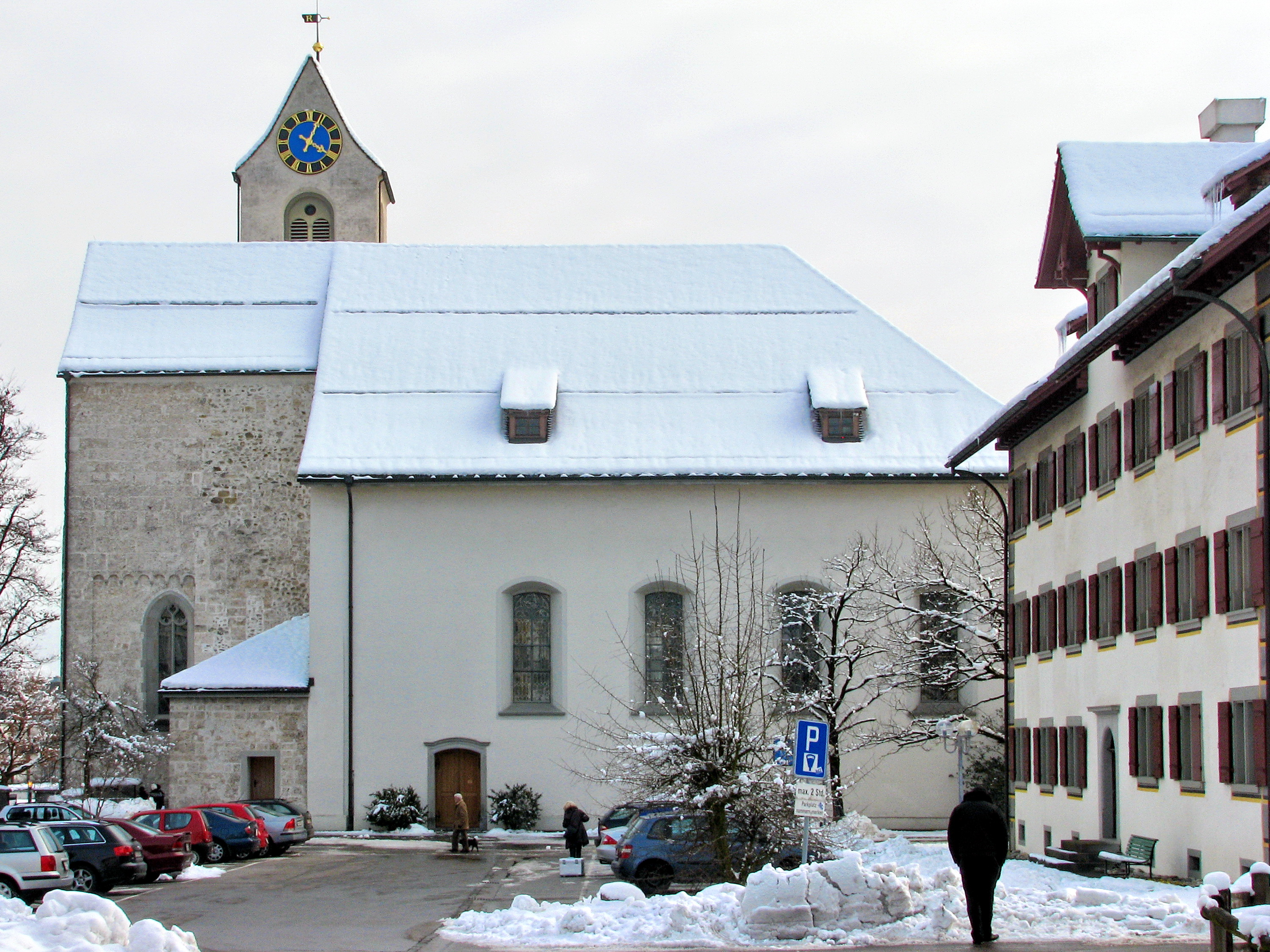
Die ehemalige Klosterkirche, heute die Reformierte Kirche Rüti, rechts das Amthaus, Ansicht vom Pfarrhaus (Nordosten)

Die Kirche steht im Zentrum der Gemeinde Rüti am Standort der ehemaligen Klosterkirche, in einem Areal, das Klosterhof respektive Amthof genannt wird. Nordwestlich der Pfarrkirche liegt das Pfarrhaus, westlich die sogenannte Spitzerliegenschaft, beides ehemalige Gebäude des einstigen Klosters respektive des Rütiamts. Das westlich liegende Amthaus ist in unmittelbarer Nachbarschaft der Kirche nach der Brandkatastrophe von 1706 neu aufgebaut worden. Zwei ausgebrannte Klostergebäude sowie der unversehrte Kreuzgang wurden abgebrochen und an deren Stelle das heutige Amthaus erbaut, das den Amtmännern als Wohnung und Verwaltungsräume diente und heute unter anderem die Chronik Rüti und das Ortsmuseum beherbergt.

## Geschichte

### Klosterkirche
1214 legten die Chorherren des Prämonstratenserklosters Rüti den Grundstein zu einer steinernen Kirche; sie bauten zuerst das Presbyterium und zwei Apsiden. Mit der ehemaligen Klosteranlage war die Kirche mit dem Kreuzgang zusammengebunden. Auf Abt Berchtold (1226–1237) soll der Bau der Klostermauer zurückgehen. In der Abtei waren ab 1282 ein Spital und ab 1351 ein Pfrundhaus belegt. Der Turm der heutigen Kirche bildet zusammen mit dem Chor und der nördlichen Seitenkapelle den im Spätmittelalter zwar umgebauten, aber dennoch ursprünglichen Teil der ehemaligen, in den Jahren 1214 bis 1219 bzw. 1250 bis 1283 errichteten Klosterkirche. Die Bauarbeiten an der Kirche müssen weitgehend abgeschlossen worden sein, als im Jahr 1250 Papst Innozenz IV. anlässlich des Kirchweihfests einen Ablass gewährte. Ein weiterer Ablassbrief, der «zur Förderung und zum Unterhalt des kostbaren Baues der Marienkirche» beitragen sollte, lässt vermuten, dass der Bau der Kirche im Jahr 1283 abgeschlossen war. In den nachfolgenden 200 Jahren füllten sich vor allem die Seitenschiffe mit Gräbern und Denkmälern von Verstorbenen aus niederem und höherem Adel aus dem Gebiet der heutigen Nordostschweiz.
Die Kirchweihe wurde ursprünglich am Sonntag nach Conversio sancti Pauli (25. Januar) gefeiert; Bischof Eberhard von Regensberg verschob sie 1254 auf den Sonntag nach dem Gedenktag der Heiligen Philipp und Jakob (1. Mai), damit sie nicht mehr mit einem anderen Feiertag zusammenfiel. 1298 wurde das Kirchweihfest auf den Marcellustag (16. Januar) verschoben, da «sich die jungen Leute in der Blütezeit, statt fromm mit Pilgerstab, ausgelassen und streitlustig mit Spiess, Schwert und Schild bewaffnet, einfanden». Um 1439/42 wurde die Toggenburger Kapelle an die Klosterkirche angebaut. Die Äbte Markus Wiler und Felix Klauser liessen die Kirche und die Klostergebäude grundlegend erneuern (Jahreszahl 1499 am Portal der Kirche). Das Gotteshaus war damals eine romanische, dreischiffige Anlage von stattlichem Ausmass. Der barocke Wiederaufbau der Kirche nach dem Brand von 1706 übernahm den spätromanischen Chor, war aber in den Dimensionen bescheiden.

### Reformierte Kirche

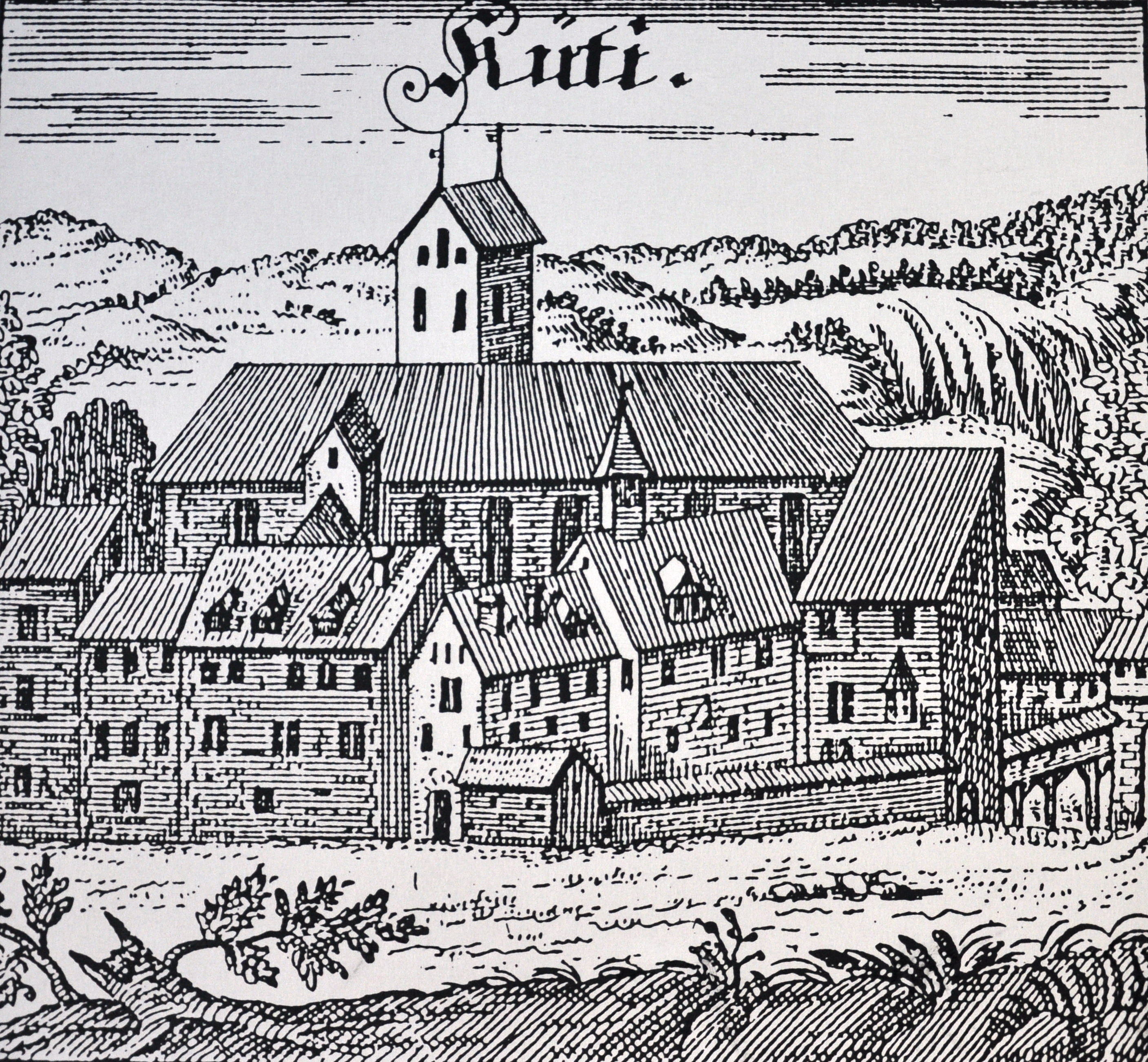
Stich von Johann Melchior Füssli, um 1700

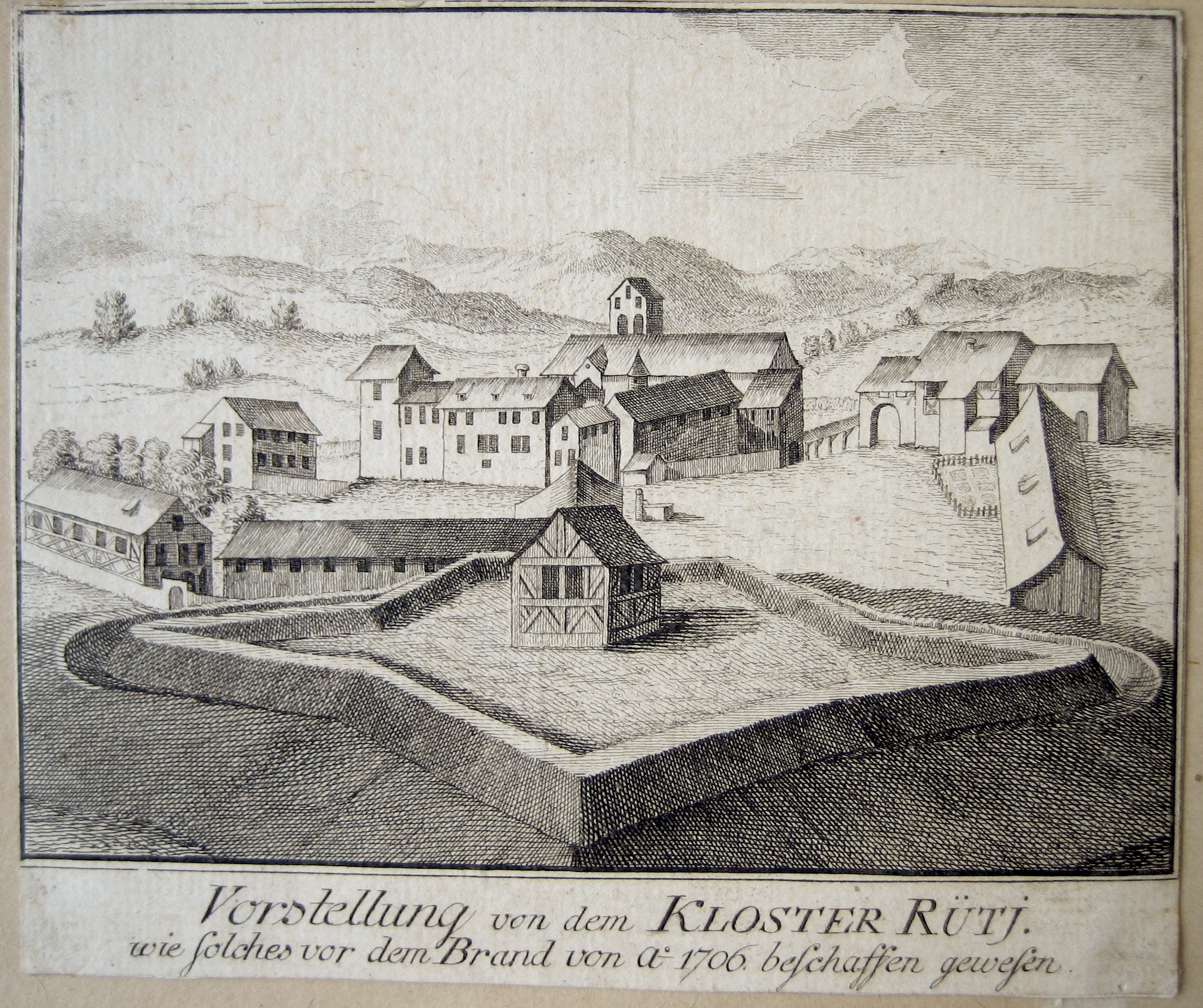
Das Kloster Rüti vor dem Brand von 1706

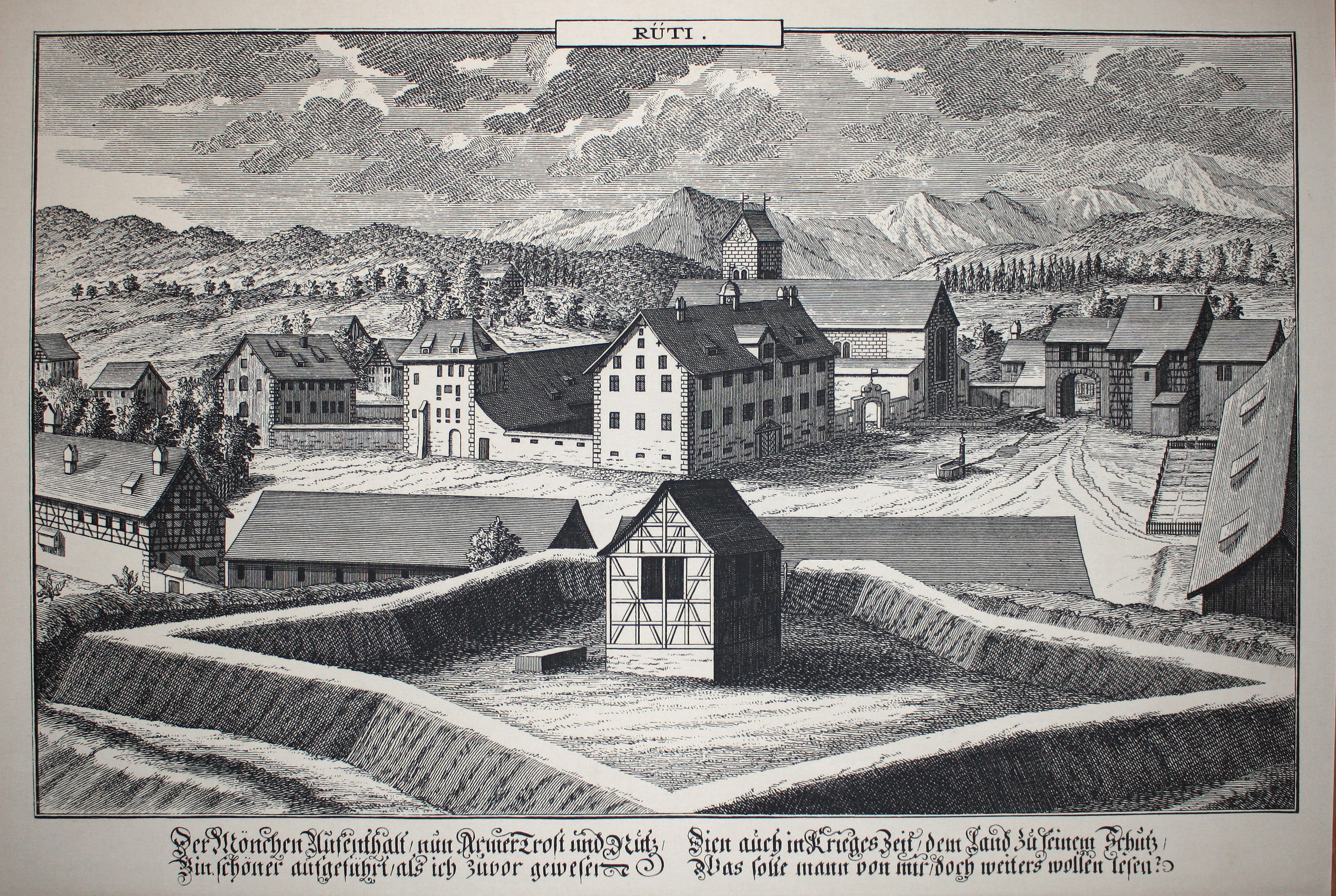
Das Kloster Rüti nach dem Brand

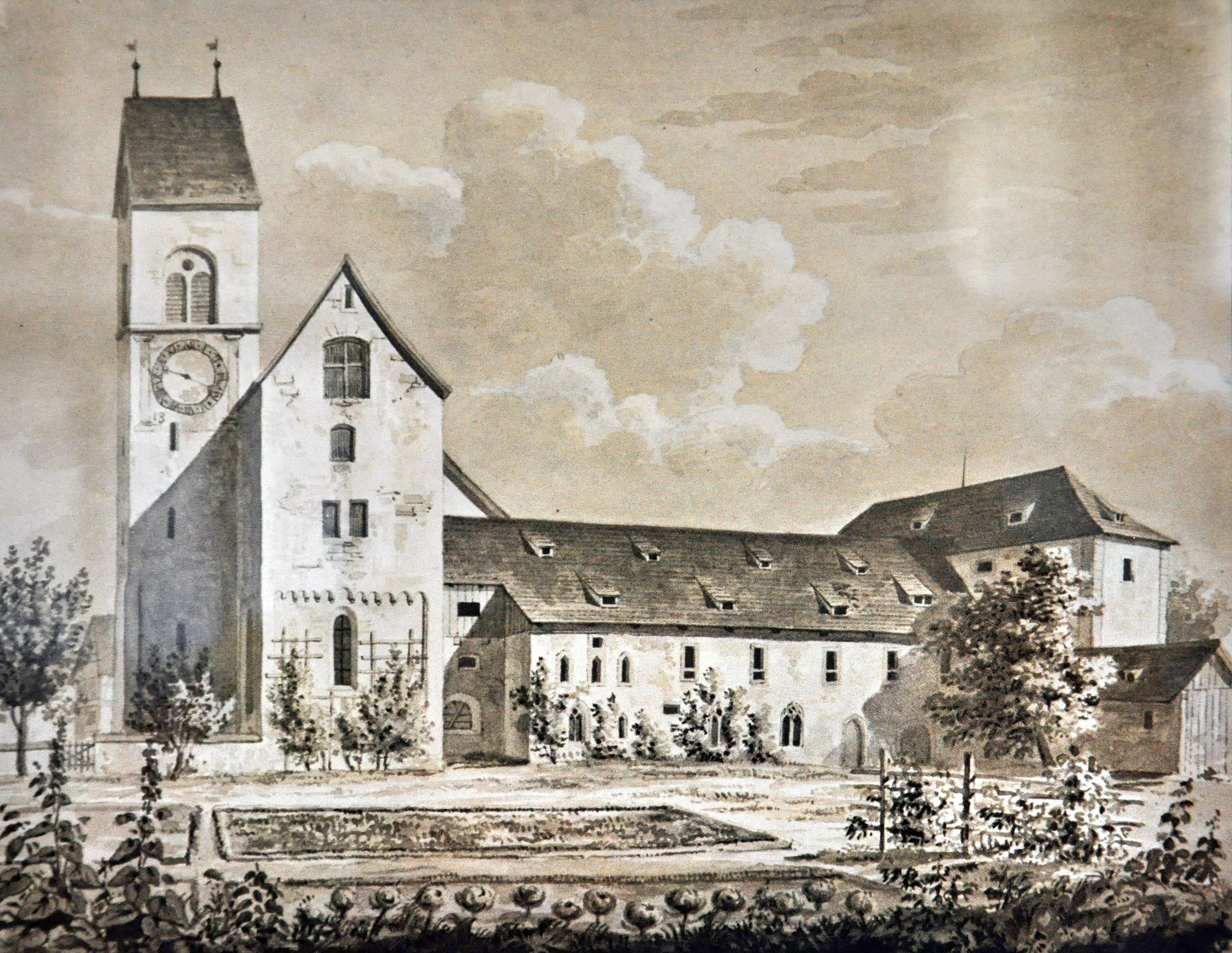
Die Kirche nach Ludwig Schulthess um 1840

Mit Beschluss des Rats von Zürich am 17. Juni 1525 wurde das Kloster Rüti aufgehoben und das Amt Rüti geschaffen; es verwaltete dessen Güter und Einkünfte, und die Klosterkirche ging in Staatsbesitz über. Ein Grossbrand am 3. Dezember 1706 führte zu schweren Schäden an der mittelalterlichen Bausubstanz. Aufgrund von gefundenen Brandspuren scheinen die brennenden Dachbalken durch ein Gewölbe im Mittelschiff oder durch die Dächer der Seitenschiffe ins Kircheninnere gestürzt zu sein und beschädigten dabei das Chorgestühl. Die Turmuhr wurde zerstört, die Glocken schmolzen in der Brandhitze und fielen durch den ausgebrannten Turm. Die Kirche wurde bis 1710 wieder instand gestellt, neue Glocken und ein neues Uhrwerk angeschafft. Beim Neubau wurde die Trennmauer zwischen der bisherigen Laien- und der Mönchskirche abgetragen und die Gottesdienste fortan im gotischen Mittelschiff und Chor abgehalten, da sich die Bevölkerung auf 700 Personen verdoppelt hatte.
1770 zeigten sich schadhafte Stellen am Kirchengebäude, und die tragenden Säulen begannen sich zu senken. Nach erfolglosen Stützversuchen entschloss sich der Stadtzürcher Rat, die dreischiffige Basilika einzureissen und eine Hallenkirche in spätbarock–frühklassizistischem Baustil zu erstellen. Erhalten blieben die Längsmauern der Seitenschiffe; dazu wurde eine neue Westmauer erstellt und gleichzeitig das Langhaus um 12 Meter verkürzt. Die Aussenmauern der Seitenschiffe sind bis auf Dachhöhe erhöht, dann die einst tragenden Säulen abgetragen worden, ebenso alle alten Gebäudeteile ausserhalb dieser Mauer: Die Toggenburger Begräbniskapelle und die Nebenräume mit Aufgang zur Empore, wo die Äbte ihre Privatstühle hatten.
Im Jahr 1800 erfolgte der Einbau von je zwei eisernen Öfen an den Längswänden, die später durch eine Bodenheizung ersetzt worden sind. 1872 wurde die Westempore errichtet, auf der ein Jahr später die erste Orgel von der Firma Speich in Rapperswil ihren Platz fand. Die Kosten von Fr. 12'500.- übernahm Caspar Honegger, der Besitzer der gleichnamigen Maschinenfabrik. Seine Erben überwiesen der Kirchenpflege später weitere Fr. 13'000.-- in einen Orgelfonds. Primarlehrer Caspar Zuppinger wurde zum Organisten gewählt und mit jährlich Fr. 300.-- besoldet. Ein Kalkant (Orgeltreter) erhielt jährlich Fr. 80.--, da die Orgel noch nicht elektrisch betrieben war.
1903 hatte Rüti dem Kanton Zürich einen Antrag auf den Bau einer neuen Kirche gestellt, erhielt anstelle dessen aber einen neuen Friedhof, über dessen Baukosten seit 1883 mit dem Kanton prozessiert werden war, ebenso die Kosten für die Erneuerung der Kirche unter anderem mit einer Bodenheizung. Baumeister Honegger stiftete einen gotischen Taufstein aus weissem Sandstein, der heute in der Johannes-Kapelle steht; der frühere kam in die Kirche von Tamins (GR). Anlässlich der Erneuerungsarbeiten kamen die 1492 vom Winterthurer Künstler Hans Haggenberg geschaffenen Chormalereien wieder zum Vorschein, die 1962/3 restauriert wurden, nachdem sie stellenweise abblätterten. Kleinere Renovationen erfolgten 1935/6, archäologische Untersuchungen 1962 und 1971/2 sowie 1982. Bereits 1930 wurde der alte Friedhof bei der Kirche bis auf die ursprüngliche Höhe aus der Klosterzeit abgetragen und die mit den Jahrhunderten wiederholt erhöhte Einfassungsmauer durch eine Umfassungsmauer mit Steinen aus dem Hüllisteinbruch ersetzt, von der Strasse etwas zurückgesetzt und mit einer Treppe gegen die Dorfstrasse, obwohl der an dieser Stelle geplante Kirchenausgang nicht gebaut wurde. Kirche und Turm erhielten einen weissen Aussenanstrich, die Westseite ein auf Säulen errichtetes kleines Vordach und das Mittelschiff bequemere Bänke. Nach einer Sammlung erfolgte für Fr. 65'000.-- der Kauf einer neuen Orgel und der Verkauf der alten nach Moutier im Jura. Das Gehäuse der heutigen Kuhnorgel stammt von der Schreinerei Fischbacher aus Rüti und die Schnitzereien vom Künstler Berchtold in Mönchaltorf. Der neu eingesetzte Denkmalpfleger ordnete 1962 die Aufstellung von letztendlich sechs Grabplatten von den Längswänden des Kirchenschiffes in den Chor an: Das beim Umbau von 1770/1 demontierte Klingenberger Tischgrab kam wieder an seinen alten Standort. Im Chor ausgeräumt wurden die Bestuhlung, Täfer- und Holzboden und gut erhaltene Teile im Kirchenmuseum ausgestellt.
1980 bis 1982 wurde eine umfassende Restauration des Kirchenschiffes durchgeführt, die den ursprünglichen, dreischiffigen Bau konservieren, die Räumlichkeiten aber auch besser zugänglich machen sollte. Die fünfmonatigen archäologischen Ausgrabungen umfassten das gesamte Kirchenschiff sowie die Gräber der Adligen, Amtmänner und deren Frauen und Kindern in Schiff und Chor. Untersucht wurden ebenfalls die Fundamente der mächtigen Säulen und der Lettnermauer, und die Chronik Tschudis wurde bestätigt, dass Abt Bilgeri von Wagenberg die gefallenen Habsburger, die nach der Schlacht bei Näfels dort in Massengräbern verscharrt worden waren, exhumieren und in Rüti in einem Sammelgrab neben ihren zwei Anführern bestatten liess. Das Kirchenschiff wurde auf das Bodenniveau der ursprünglichen Klosterkirche abgesenkt, um die Sicht auf das liturgische Zentrum mit dem Abendmahlstisch und den gotischen Chorbogen zu verbessern. Ausserdem konnte die Kirche auf diese Weise rollstuhlgängig gemacht werden. Die Seitenkapellen erhielten Türen, und die Denkmalpflege bewilligte einen westlichen Anbau, in dem Nebenräume, eine WC-Anlage und ein Gemeinschaftsraum Platz fanden. Die Fenster erhielten eine Doppelverglasung, Boden- und Bankheizung sollten für mehr Komfort sorgen. Die Aussenumgebung wurde ebenfalls neu gestaltet, südlich der Kirchgarten (ehemaliger Friedhof), und zwischen Amthaus, Gemeindehaus und Kirche als Gemeinschaftsprojekt von Kirch- und  politischer Gemeinde der neue Vorplatz gestaltet. In der Bodenpflästerung zwischen Kirche und Amthaus ist der Verlauf der vor 1770 um zwölf Meter längeren Kirche und das ehemals angebaute Klostergebäude markiert. 1982 wurde für den Chorraum eine Kleinorgel von der Firma Felsberg erbaut.

## Architektur

### Innenausstattung

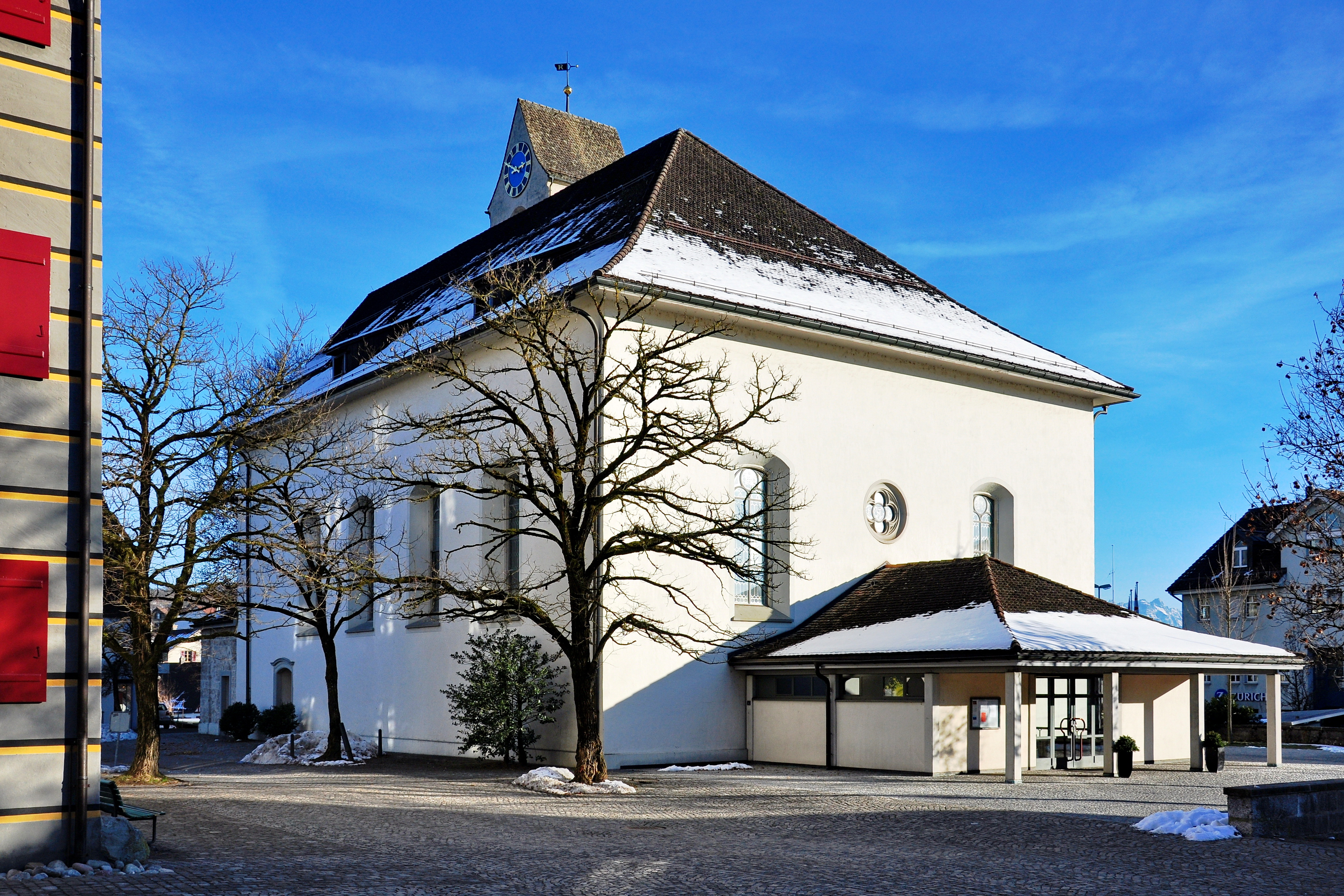
Ansicht von Westen mit dem 1982 erstellten Vorbau

Abt Markus Wyler (1477–1502) liess die erste Malerei, das «Jüngste Gericht», über dem Chorbogen erstellen, gestiftet vom Ehepaar Freiherr Bernhard Gradner und Veronika von Starckenberg († 1489). Erhalten ist der oberste Teil im Estrichbereich. Die Arbeiten auf den Pfeilern des Chorbogens wurden 1492 durch den Winterthurer Hans Haggenberg neu ausgeführt. Die gotischen Fenster und der Wandtabernakel mit dem Klosterwappen im Chor (1490) sind ebenfalls Werke dieses Abtes, der in unmittelbarer Nähe im Chorboden begraben liegt. Grabplatte und Wandtabernakel tragen sein Wappen: Winkelhaken und Stern. Israelitische Könige, Propheten, Geistliche und das Gleichnis «Von den zehn Jungfrauen» zieren den Chorbogen, sowie acht Frauen aus den Anfängen der Christenheit, dargestellt mit ihren Symbolen (von links): Dorothea mit dem Rosenkorb, Maria Magdalena mit der Salben büchse, Appolonia mit Zange und Zahn, Ursula mit dem Pfeil, Katharina mit Rad und Schwert, Barbora mit Turm, Kelch und Hostie, Margareta mit Kreuz und Drachen und Helena auf der Suche nach dem Kreuze Christi. An der Chorsüdwand über dem einstigen Ministrantensitz befindet sich die Choruhr. An der Ostwand erinnern zwei Wappen an die Stifter und Förderer der Abtei: Die Freiherren von Regensberg und Grafen von Toggenburg. Der Schlussstein mit der Schwurhand Gottes bildet den Abschluss des Chorgewölbes bildet. Die Sandsteinkanzel wurde 1614 vom Zürcher Bürgermeister Heinrich Holzhalb und dem Rütner Amtmann Johannes Wolf gestiftet. Die lateinische Inschrift auf der linken Seite lautet: «Im Jahr des Heils 1614 im Namen der Heiligen Trinität durch eine fromme und lobenswerte Stiftung des hochansehnlichen Herrn Johannes Heinrich Holzhalb, seines Amtes ratsherrlicher Erzsiegelbewahrer und oberster Verwalter der hochberühmten Stadt Zürich.» Auf der rechten Seite: «Unter Johannes Wolf, dem ehrwürdigen Ratsherrn und zu obgenannter Zeit Amtmann der Verwaltung Rüti, anlässlich der glücklichen Wiederherstellung dieses alten Gotteshauses zum guten Andenken bei den Nachgeborenen.»

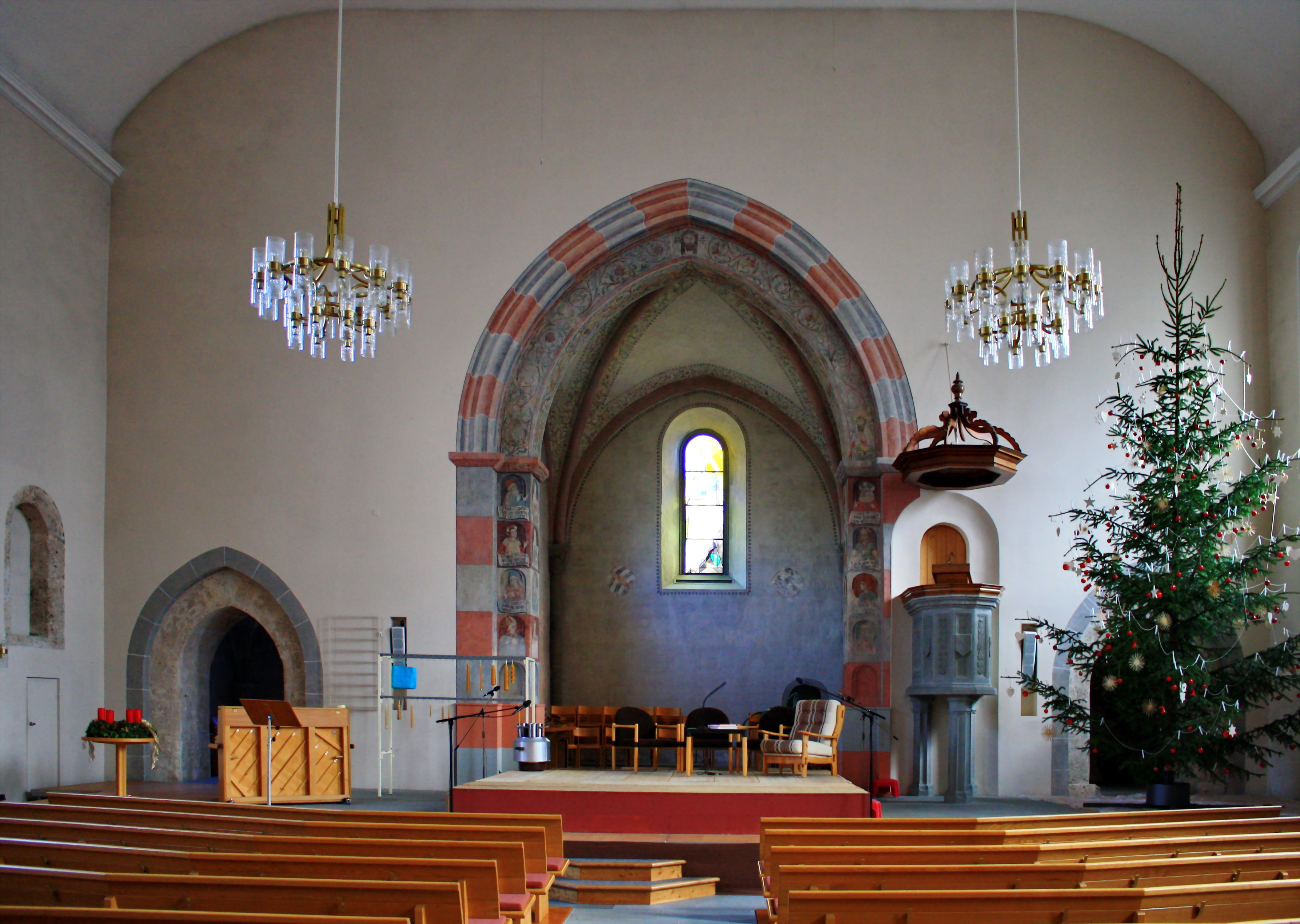
Chorbereich
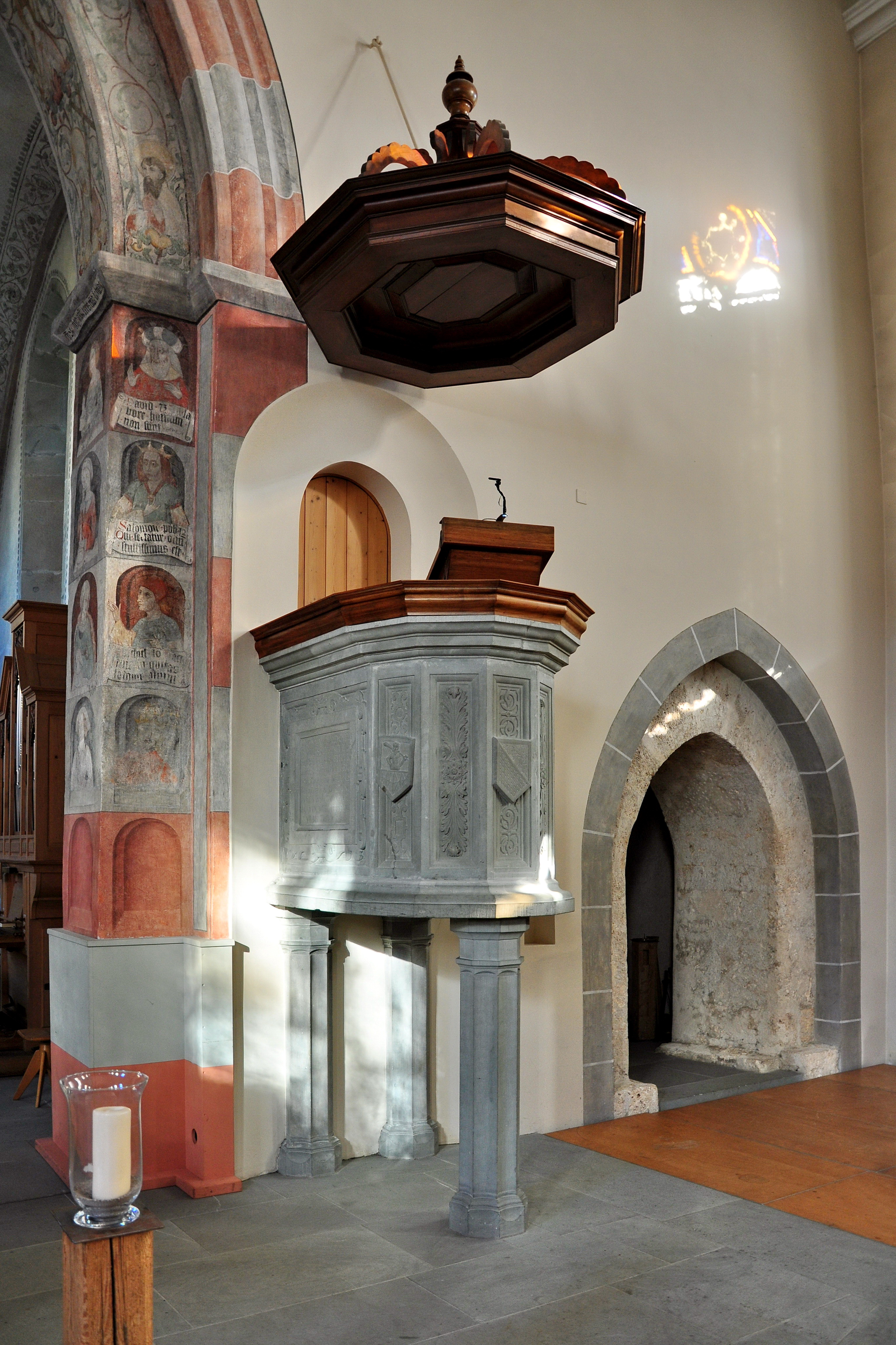
Kanzel, im Hintergrund der Chor
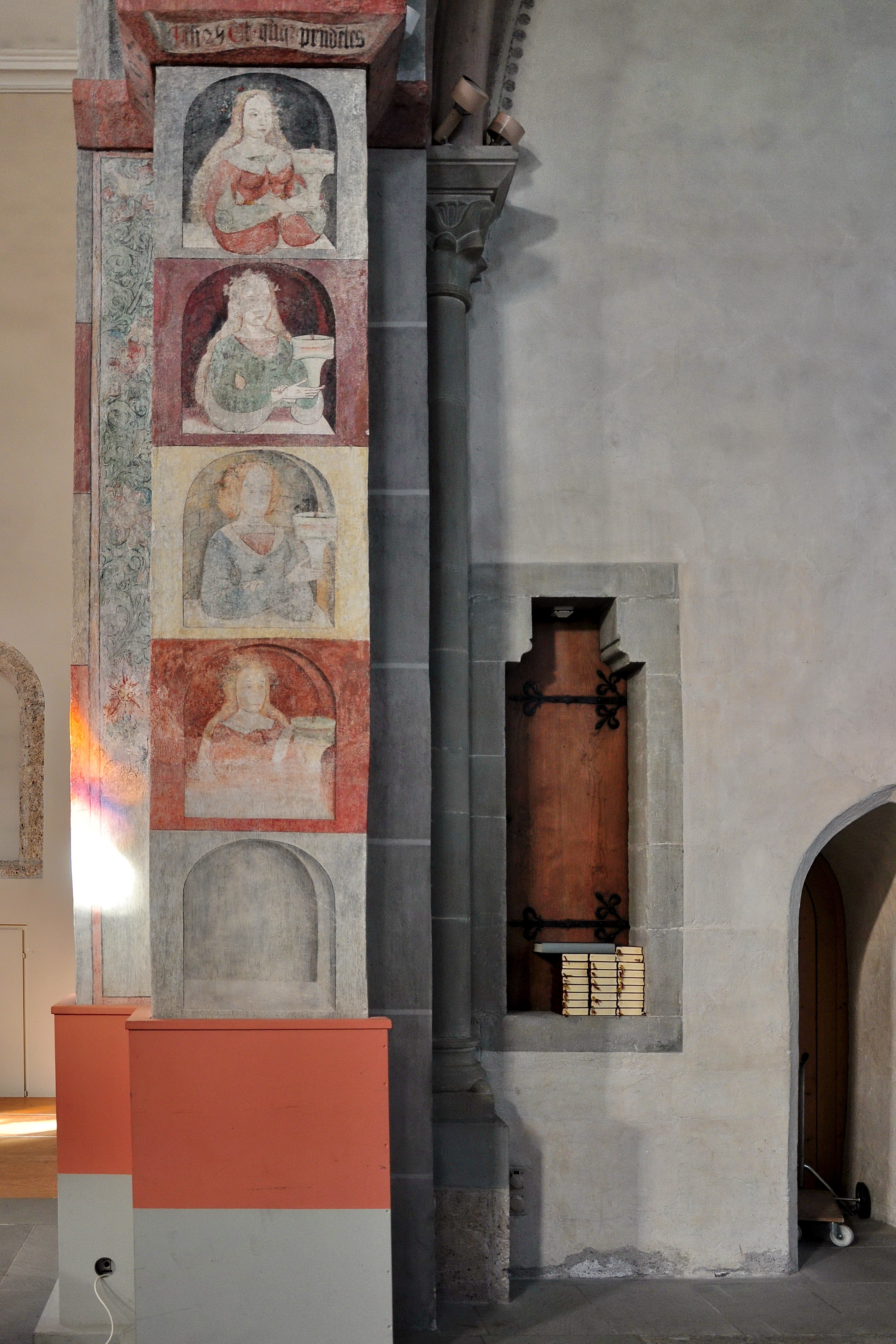
Detailansicht
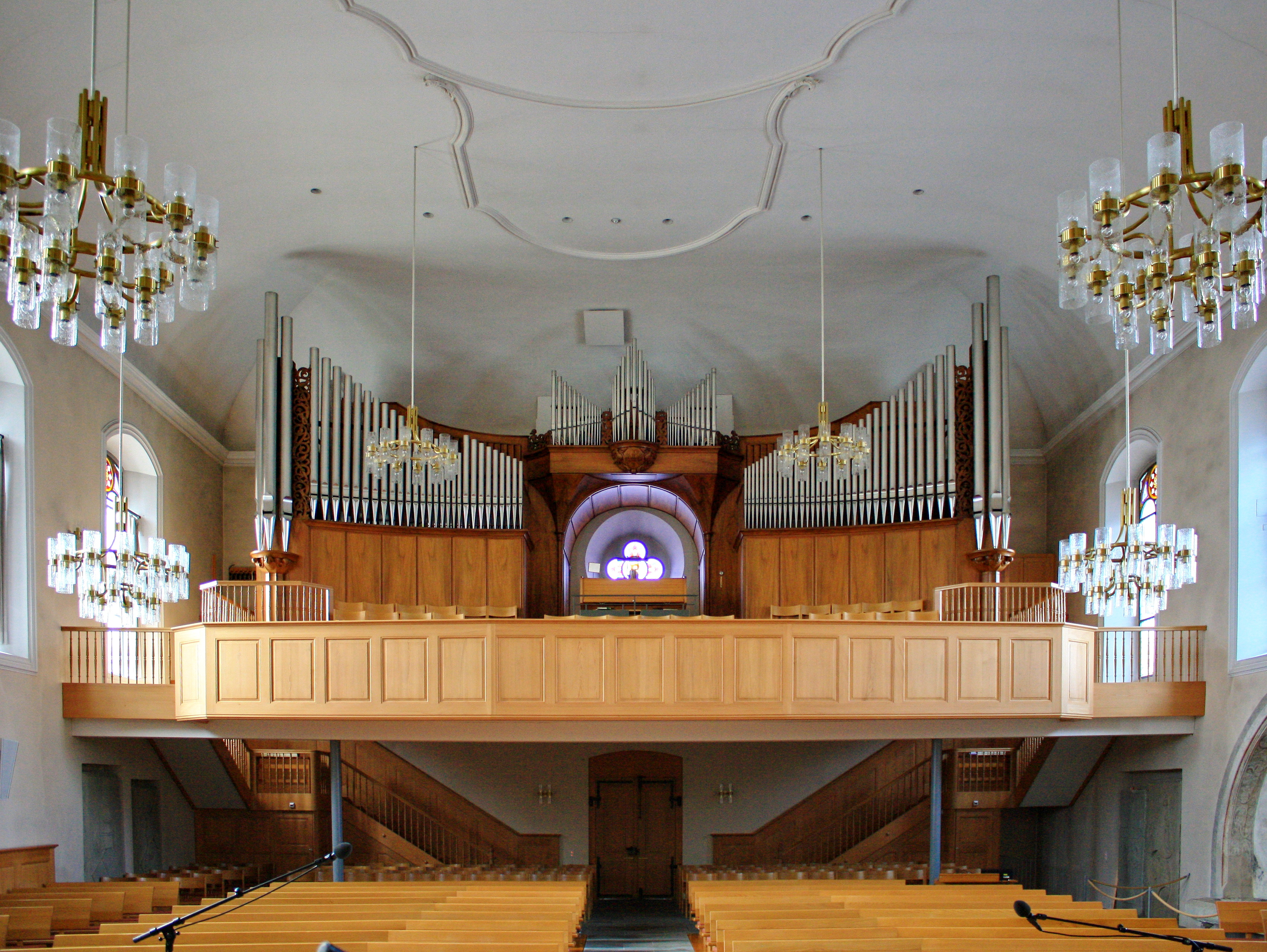
Empore und Orgel

### Kirchturm

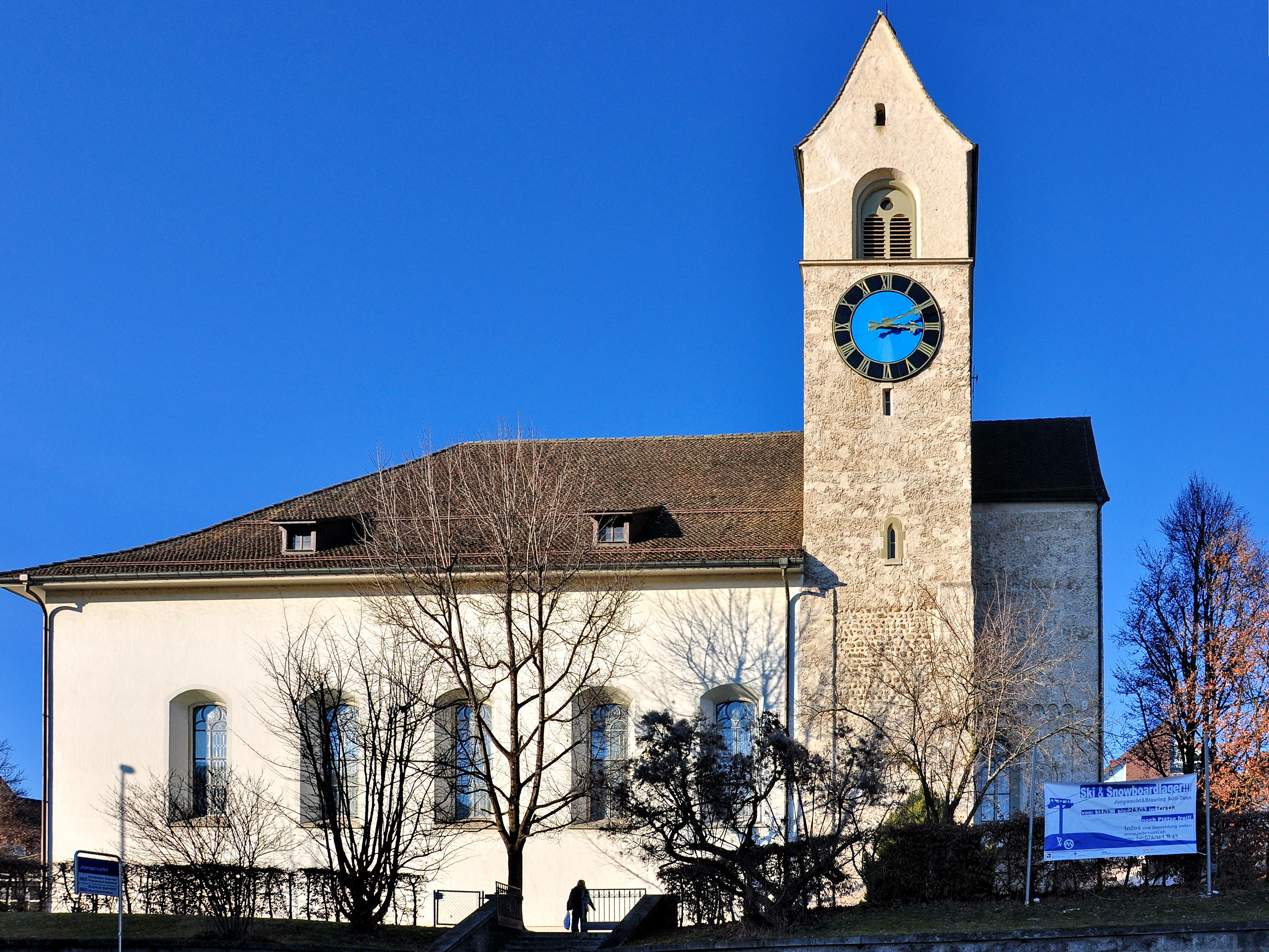
Ansicht von Süden (Bandwiesstrasse)

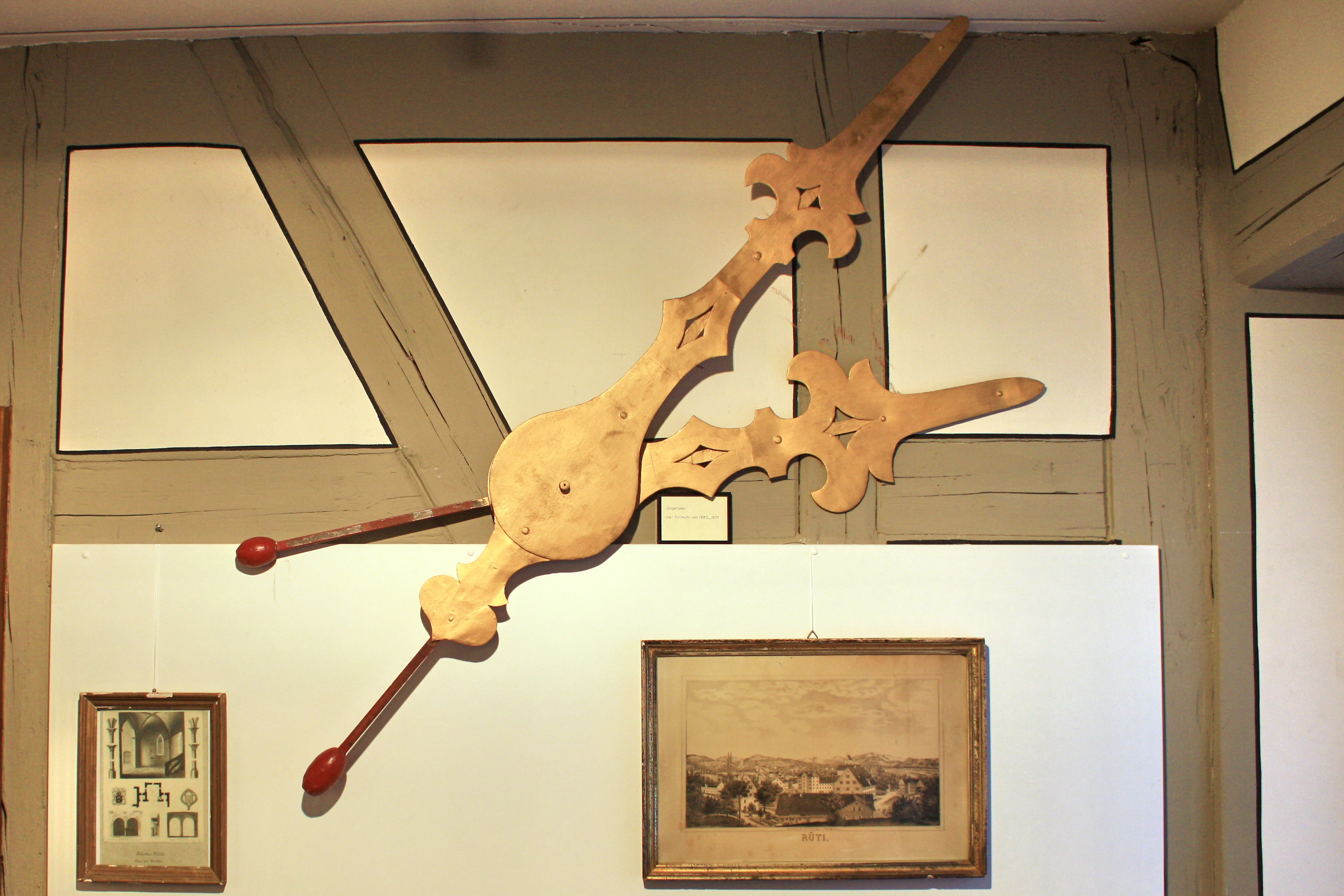
Die 1971 ersetzten Zeiger der Turmuhr im Ortsmuseum Rüti

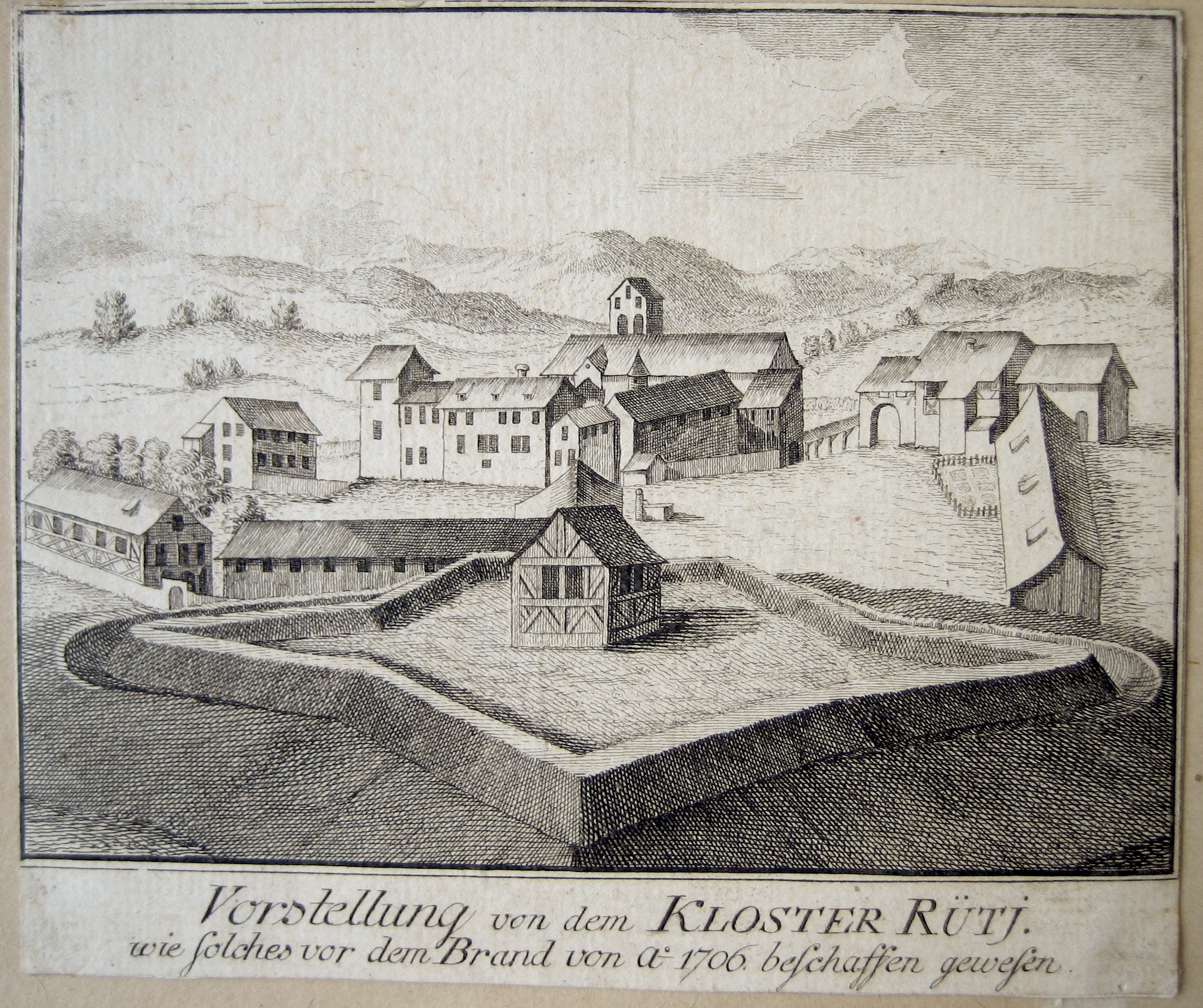
Blick von der Schanz (Nordwesten) auf die verbliebenen Klostergebäude von David Herrliberger

1971 wurde auch der Kirchturm einer gründlichen Restaurierung unterzogen, der 1935/36 angebrachte Verputz abgeschlagen und das originale Tuffstein-Bauwerk freigelegt. Die Restaurierung wurde vom Hochbauamt des Kantons Zürich unter Beizug der Denkmalpflege geleitet, die ihrerseits einen Architekten für die Behandlung des Tuffsteinmauerwerkes beauftragte. Die Glockenstube ist vermutlich zu Beginn des 19. Jahrhunderts stark verändert worden: Im 18. Jahrhundert waren die Schalllöcher als gekoppelte Spitzbogenfenster ausgeführt, wie auf dem Kupferstich von David Herrliberger erkennbar, während auf der Sepiazeichnung von Ludwig Schulthess um 1840 innerhalb eines grossen Rundbogenbereichs zwei gekoppelte Rundbogenfenster und in der Mitte darüber ein kleiner runder Oculus zu sehen sind. Diese Einbauten wurden ab 1875 wieder ausgebaut und die heutigen, übergrossen Schalllöcher geschaffen. Die Tuffsteinfassaden wurden in Pietra-Rasa-Technik gestaltet und die Tuffsteine restauriert. Das Dach wurde mit alten Biberschwanzziegeln neu gedeckt, die Wetterfahne samt Träger und Kugel sowie die Wasserrinnen und Abfallrohre erneuert und die Zifferblätter der Turmuhr überholt. Eine in der Südfassade des Turmes mit Kieselsteinen konstruierte quadratische Fläche – ehemals wohl eine verputzte Fläche für eine aufgemalte Sonnenuhr – wurde ebenfalls in Pietra Rasa erneuert. Die neugotischen Gewände wurden mit den gewollt stark betonten «Ausfransungen» der Sandsteinwände belassen, ebenso der sehr dicke Zementsockel, der vermutlich 1903 aufgebracht worden ist.

### Glocken
Das Geläute dürfte während der ersten 500 Jahre drei Glocken umfasst haben. Die drei von Glockengiesser Füssli gegossenen Glocken wurden erstmals im November 1707 geläutet:
| Nr. | Gussjahr | Giesser | Gewicht (kg) | Inschrift                                                                    |
| --- | -------- | ------- | ------------ | ---------------------------------------------------------------------------- |
| 1   | 1707     | Füssli  |              | Mein ehriner Mund und eiserne Zung, zur Kirch versammelt alt und jung        |
| 2   | 1707     | Füssli  |              | Ich rüef der Gmeind zur Kirchenpflicht, und warne sie, wann Gefahr einbricht |
| 3   | 1707     | Füssli  |              | Mein Klang rüefft von und zu, zur Arbeit und zur Ruh                         |

Gemeindepräsident und Kirchenpfleger Pfister aus dem Ortsteil Ferrach initiierte 1883 den Kauf eines vierstimmigen Kirchengeläutes in Des-Dur, mit insgesamt rund vier Tonnen Gewicht:
| Nr. | Gussjahr | Giesser                   | Gewicht (kg) | Inschrift                                                                  |
| --- | -------- | ------------------------- | ------------ | -------------------------------------------------------------------------- |
| 1   | 1883     | Jakob Keller, Unterstrass | 2'100        | Ehre sei Gott in der Höhe, Friede auf Erden, den Menschen ein Wohlgefallen |
| 2   | 1883     | Jakob Keller, Unterstrass | 1'050        | Schön und lieblich ist es, wenn Brüder einträchtig beieinander wohnen      |
| 3   | 1883     | Jakob Keller, Unterstrass | 650          | Eine feste Burg ist unser Gott                                             |
| 4   | 1883     | Jakob Keller, Unterstrass | 250          | Alles was Odem hat lobe den Herrn                                          |
| 5   | 1971     |                           | 450          |                                                                            |

Mit einer Sammlung in der Gemeinde und dem Verkauf der alten Glocken an die Katholische Kirche in Tann: Deren Kirche hatte noch keinen Turm, und so wurden die ehemaligen Rütner Glocken im Freien in den alten, neu aufgestellten Glockenstuhl montiert geläutet. 1920 erfolgte die Elektrifizierung des Glockengeläuts, so dass die Glocken einzeln oder gesamthaft in Schwung gebracht werden konnten, ab 1948 die Installation eines einfachen Läute-Automats. Die kleinste Glocke wurde beim Umbau des Kirchturms im Jahr 1971 etwas tiefer gestimmt und das Geläute um eine fünfte Glocke ergänzt.

### Altäre der ehemaligen Klosterkirche

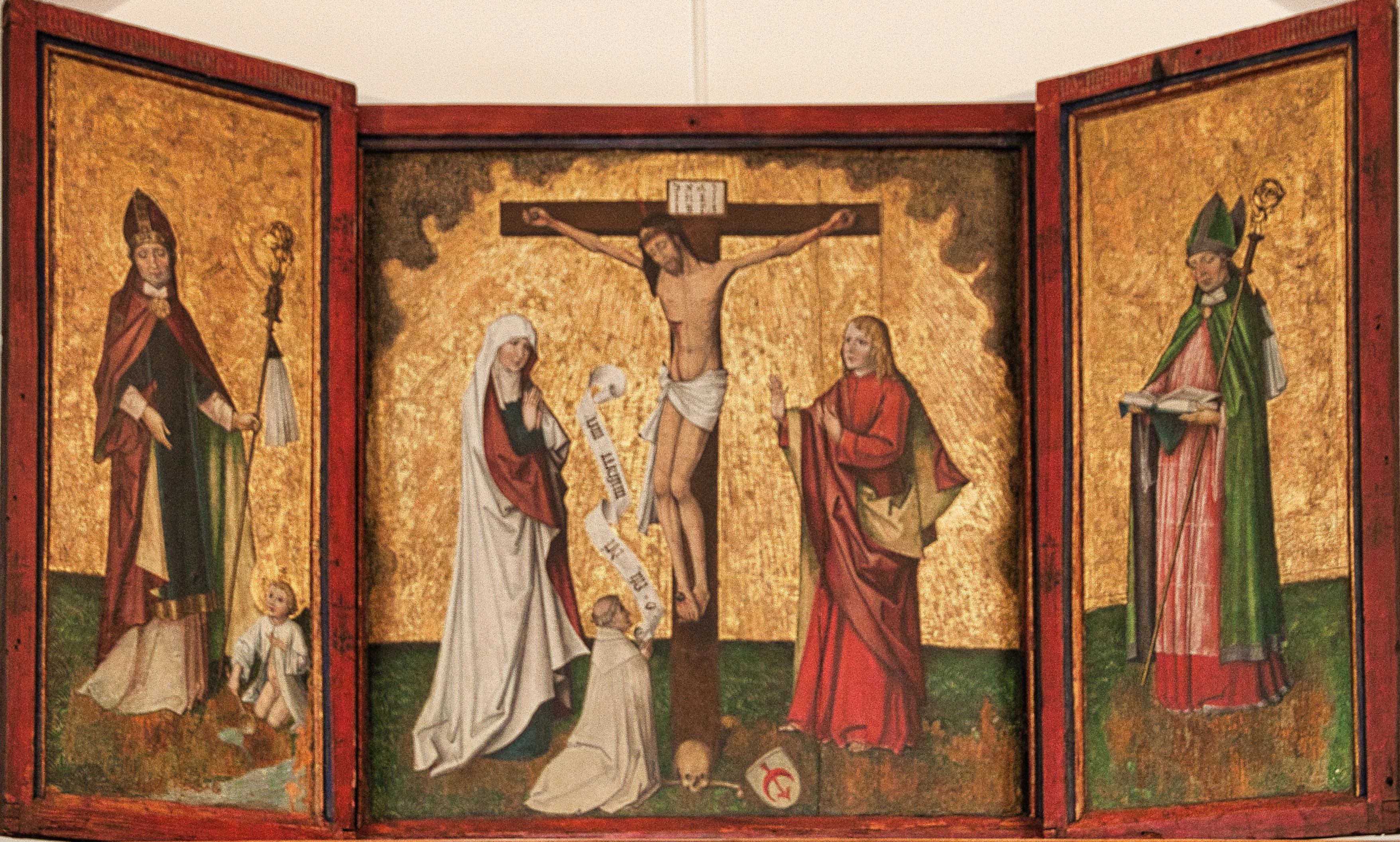
Flügelaltar aus dem Jahr 1503, des Klosters Rüti

Insgesamt elf Altäre waren bis 1525 in der Klosterkirche nachweisbar: Der Hochaltar im Chor wurde 1219 zu Ehren Marias geweiht. Die beiden Altäre zu Ehren des hl. Augustinus und des hl. Othmar in der nördlichen beziehungsweise zu Ehren des Apostels Petrus und Johannes' des Täufers in der südlichen Turmkapelle (alle öffentlich zugänglich) wurden am 1. Juni 1217 geweiht. 1219 weihte Erzbischof Eberhard von Regensberg, der Bruder des Stifters, Lütolds IV. von Regensberg, in visitationis causa die Kirche und den Hochaltar der Jungfrau Maria. 1298 gab es weitere öffentlich zugängliche Altäre: Den Katharinenaltar im südlichen Seitenschiff (1293 erstmals erwähnt), den Heiligkreuzaltar (Laienaltar) vor oder hinter den Stufen des Herrenchors, den Altar des Apostels Johannes, des Apostels Jakobus des Älteren, des Heiligen Martin und anderer Heiliger südlich des Kreuzaltars in der Laienkirche; den Regulaaltar im nördlichen Seitenschiff, den Michaelsaltar auf der Empore und den Marienaltar in der Vorhalle der Toggenburger Gruft südlich des Kirchenportals (alle erstmals 1298 erwähnt). Der Altar der Heiligen Stephan, Laurenz, Vinzenz, der Elftausend Jungfrauen, Maria Magdalena und aller Märtyrer nördlich des Kreuzaltars in der Laienkirche wird im Jahr 1326 anlässlich seiner Weihe erwähnt. Der von den Toggenburgern gestiftete Allerheiligenaltar in der Vorhalle stammt aus dem Jahr 1396.
Die Bischöfliche Sammlung des Klosters St. Gallen beinhaltet auch den Hauptaltar aus dem Kloster Rüti, der Hans Leu dem Älteren, einem Zürcher Nelkenmeister als Spätwerk zugeschrieben wird, obwohl es keine Nelke aufweist. Der Flügelaltar aus dem Jahre 1503, ein sogenanntes Triptychon, ist geschlossen mit Rahmen 89 cm breit und 87 cm hoch, geöffnet 162 cm breit. Während der Reformation gelangte der Altar ins Kloster Wurmsbach, wo er bis 1798 blieb, danach wurde er in die bischöfliche Residenz nach St. Gallen gebracht. Das aus der ausgehenden Gotik stammende Altargemälde zeigt im offenen Zustand (von links) den Heiligen Augustinus und ihm zu Füssen das mit einem Hemd bekleidete Christuskind, in der Mitte die Kreuzigungsszene und rechts den Heiligen Norbert, den Begründer des Prämonstratenser-Ordens im Bischofsornat. Im geschlossenen Zustand wird links Christus als Ecce homo mit der rechten Hand auf die Seitenwunde weisend und rechts oben Gottvater als Halbfigur, rechts Maria dargestellt, ihrem Sohn die Brüste zeigend.

### Grablege
Bereits im späten 13. Jahrhundert begannen die Toggenburger in der Rütner Abtei, wo sie über eine eigene Grabkapelle verfügten, ihre hochrangigen Familienmitglieder zu bestatten, obwohl noch 1383 und 1385 die Toggenburger zwei Familienmitglieder in der Stadtkirche St. Michael in Uznach bestatteten. Insgesamt fanden 14 Toggenburger Grafen und eine grössere Zahl anderer Adliger im Kloster Rüti ihre letzte Ruhestätte. Die ursprüngliche Toggenburger Gruft lag unter der offenen Vorhalle der Kirche. Im 14. Jahrhundert wurde Rüti als letzte Ruhestätte zunehmend auch von anderen Adelsgeschlechtern bevorzugt, wohl weil es einen regelmässigen Totendienst (Adelsmemoria) versprach. Ausser den Adeligen wurden Ministerialen, wie die Meier von Dürnten, die von Schalchen, von Rambach, die Giel von Liebenberg oder Ritter Ital Löw von Schaffhausen in Rüti begraben.
An der nördlichen Wand des Kirchenschiffes finden sind (von links) die Grabplatten von
- Margaretha Villiger-Schulthess, vermutlich die Gattin eines Rapperswiler Schultheissen,
- Heinrich von Randegg, Landvogt aus dem Hegau, gefallen bei Näfels,
- die Tischgrabanlage des ebenfalls bei Näfels gefallenen Ritters Johannes von Klingenberg auf Hohentwiel. Die Tischplatte zeigt das Vollwappen der Klingenberger mit Wappenzier und den Ahnenwappen in den Ecken, auf der Bodenplatte die Schilde der Eltern Klingenberg und Vaihingen.

An der südlichen Kirchenwand sind (von links) zu sehen:
- Wappenmalereien der Herren von Hinwil und das geschmückte Fensterchen zum ehemaligen Katharinenaltar,
- die einstigen Tischplatten des Ritters Hermann von Hinwil († 1355) und diejenige von
- Heinrich von Wagenberg († 1386), Vater des Rütner Abtes Bilgeri von Wagenberg.

Im Untergeschoss des westlichen Anbaus von 1982 finden sich die Überreste der bei den Ausgrabungen von 1978 freigelegten Treppe, die zur einstigen Toggenburger Gruft führte. Hier stehen zwei Grabplatten, welche an die 14 Grafen von Toggenburg erinnern, die hier ihre letzte Ruhestätte fanden: Diethelm, ein Angehöriger des Johanniterordens († um 1260) und Friedrich V. († 1369), verheiratet mit Kunigunde von Vaz.

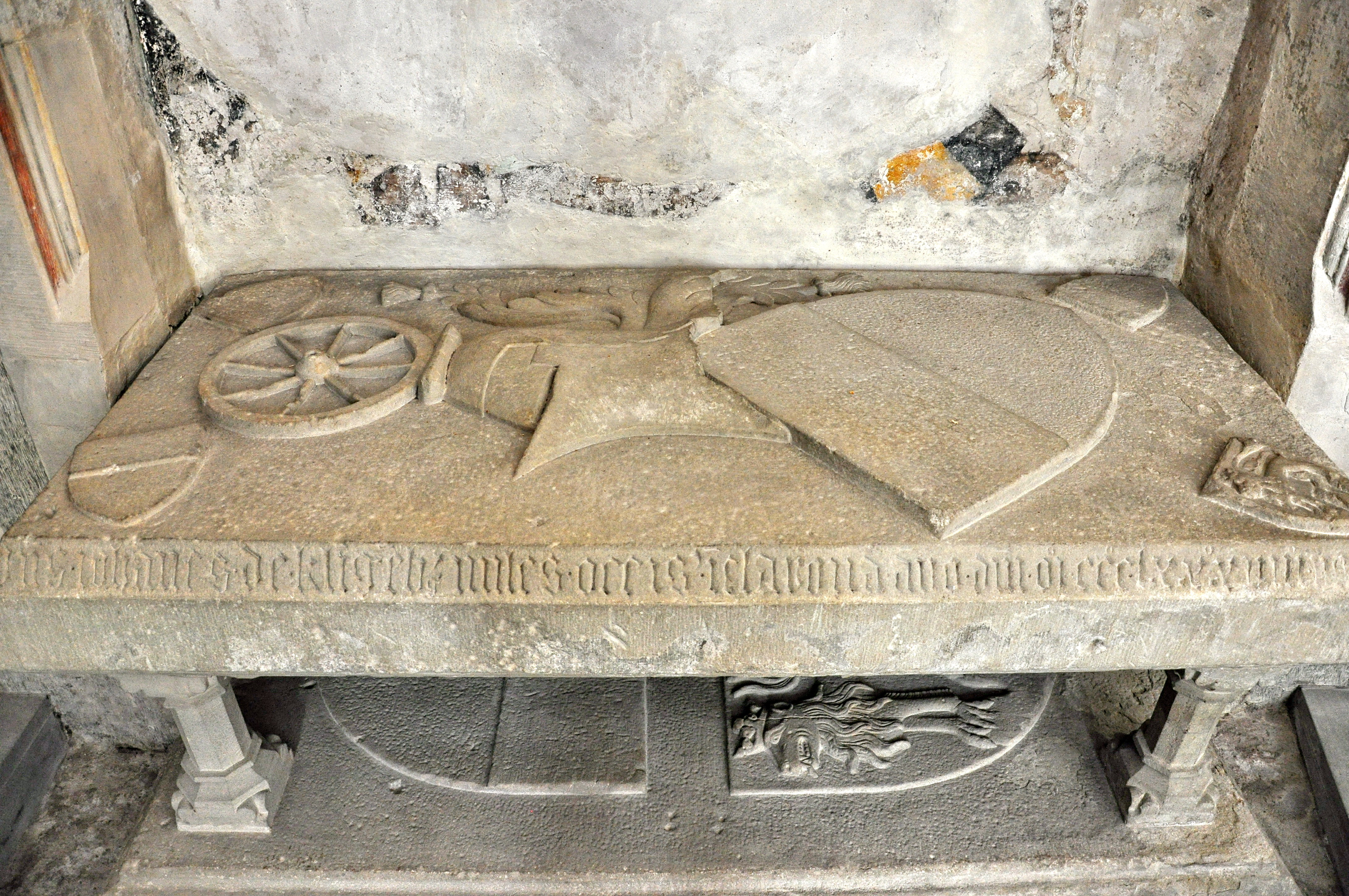
Das Tischgrab des Ritters von Klingenberg

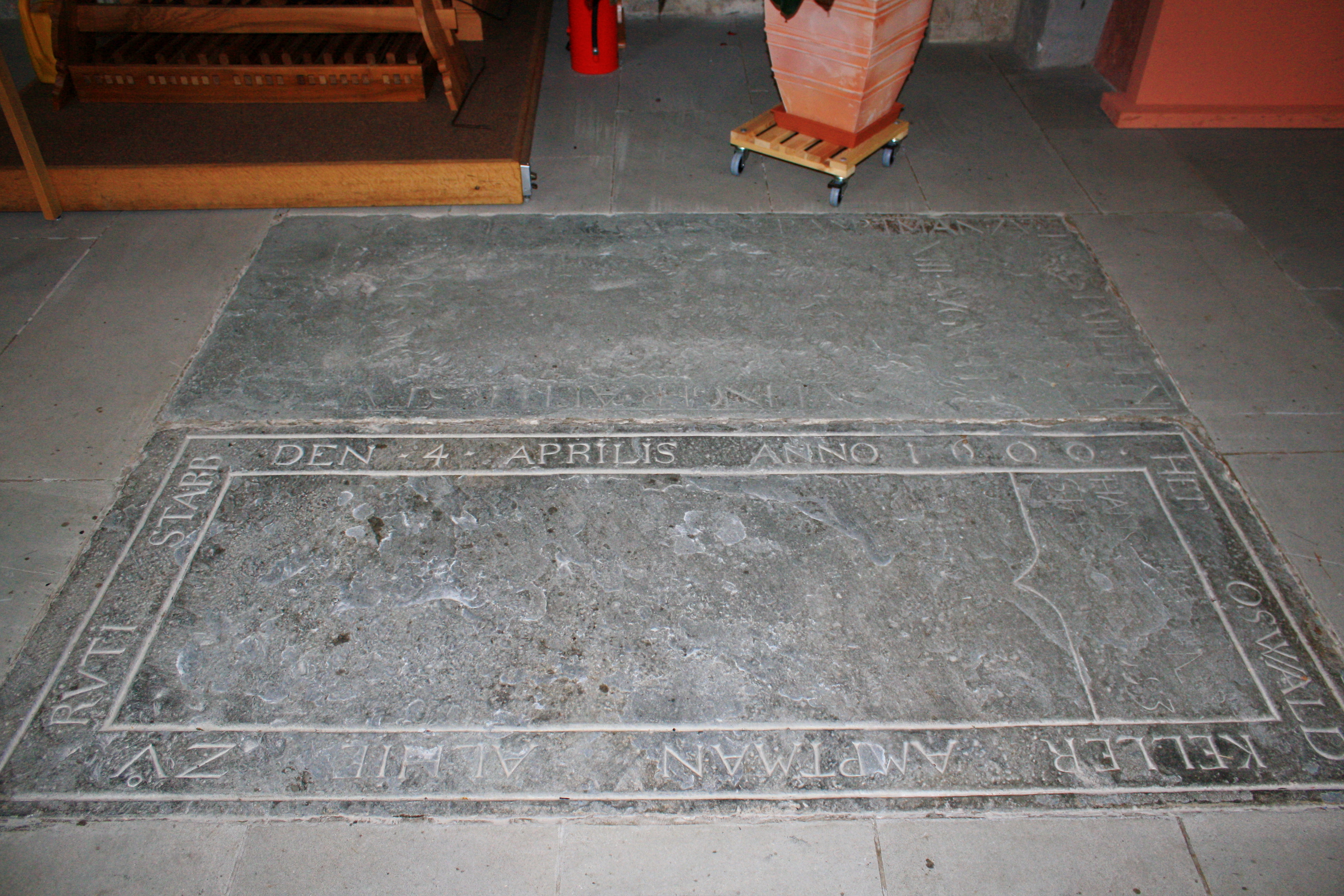
Die Grabplatte des Amtmanns Oswald Keller

Heinrich von Randegg war zusammen mit Ritter Johann von Klingenberg, dem Bruder von Abt Bilgeri, einer der Anführer der österreichischen Truppen bei der Schlacht bei Näfels, wo er am 9. April 1388 gefallen ist. Nach dem Bericht des Rapperswiler Chronisten J. H. Tschudi hatte Abt Bilgeri von Wagenberg nach der Schlacht bei Näfels die Glarner um die Erlaubnis ersucht, die österreichischen Gefallenen in einem eigenen Friedhof zu bestatten und eine Gedächtniskirche errichten. Als ihm die Glarner dies verweigerten, bat er die Leichname angemessen bestatten zu dürfen. Am 30. November 1389, rund 20 Monate nach der Schlacht, begab sich der Abt mit Gefolge auf das Schlachtfeld, legte selbst Hand an und liess – nach J. H. Tschudi eine Menge – die sterblichen Überreste von mindestens 20 Gefallenen nach Rüti bringen und dort beisetzen. Anlässlich der Restaurierung des Chores und archäologisch-bauanalytischer Untersuchungen und auch von Ausgrabungen stellte die Denkmalpflege des Kantons Zürich im Jahr 1962 einige interessante Befunde: Eine erste Kastenaltaranlage mit einem grösseren Hohlraum wurde wahrscheinlich um oder kurz nach 1300 unter Abt Johannes I. von Rheinfelden (1286–1300) angelegt. Vermutlich von Abt Bilgeri von Wagenberg (1379–1394) könnte eine Verringerung des Altars zugunsten eines grösseren Vorplatzes vorgenommen worden sein, damit die Grabmäler für die in der Schlacht bei Näfels 1388 gefallenen Ritter im Schiff der Klosterkirche bestattet werden konnten. Im Chor wurde das Fundament und der Hohlraum eines Kastenaltars mit dem Skelett des Amtmanns Hans Ülinger († 13. August 1612) freigelegt. Sein Grab wurde im Kastenaltarfundament in den natürlichen Felsen eingetieft angelegt. Die Untersuchungen bezogen auch die Gräber der Amtsmänner Oswald Keller († 4. April 1600) und Hans Ulrich Körner († 1655) mit ein. Konserviert und umplatziert wurden: Die Grabplatte des Ritters Heinrich von Wagenberg, des 1380 gestorbenen Vaters des Abtes Bilgeri von Wagenberg, die Fussplatten vom Tischgrab wohl des Grafen Diethelm VII. und des Grafen Friedrich V. von Toggenburg († 1364) und die Oberplatte vom Tischgrab des Ritters Hermann von Hünwil († 1355). Des Weiteren die Grabplatte der Margaretha Villinger († 1450) und das Fragment einer Grabplatte eines vermutlich 1312 verstorbenen Adeligen unbekannten Namens. Als historisch interessant erwiesen sich die Untersuchungen bei der Grabplatte des Ritters Heinrich von Randegg, der zusammen mit Ritter Johann von Klingenberg, dem Bruder von Abt Bilgeri, einer der Anführer der österreichischen Truppen bei der Schlacht bei Näfels war, wo er am 9. April 1388 gefallen ist: «Hans von Sunthusen oder Sunthuser erscheint auf den Verlustlisten als ein mit seinem Herrn gefallener Knecht, und zwar zusammen mit zwei weiteren Dienern: Hans Faiss und Hans Vetter. Der Name Hans beziehungsweise Heinrich Schoch fehlt dort. Es muss sich aber auch bei ihm um einen Knecht gehandelt haben, so dass mit Johann von Klingenberg wohl vier Knechte in die Schlacht gezogen und dort umgekommen sind. Gefunden wurden aber die sterblichen Überreste respektive Knochenfragmente von etwa 20 Personen». Bei der Restaurierung der Malereien des Wandtabernakels wurden im Jahr 1963 die Wappenschilde der Grafen von Toggenburg und Freiherren von Landenberg (ein dritter Wappenschild wurde dabei entdeckt) konserviert. Nicht erwähnt im Grabungsbericht scheinen die Grabstätten des vorletzten Rütner Abts, der nach vornehmer Sitte mit Weisskalk eingegossen war, und das von Petermann von Raron († 1479), der letzte der Walliser Freiherren von Raron und Erbe eines Teils der Toggenburger Güter.

### Toggenburger Kapelle

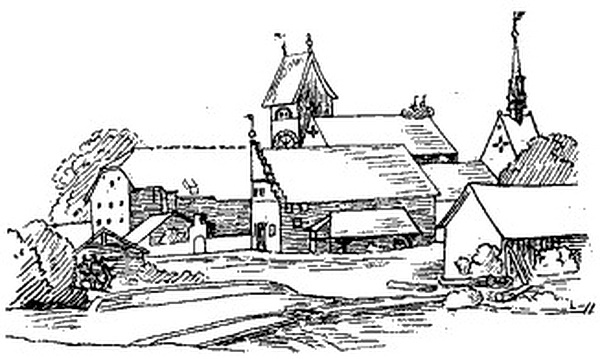
Rechts von der Kirche sind die Dach und Dachreiter der von Elisabeth von Matsch 1437/39 erbauten Toggenburger Kapelle zu erkennen. Zeichnung von Konrad Meyer, Ansicht um 1650.

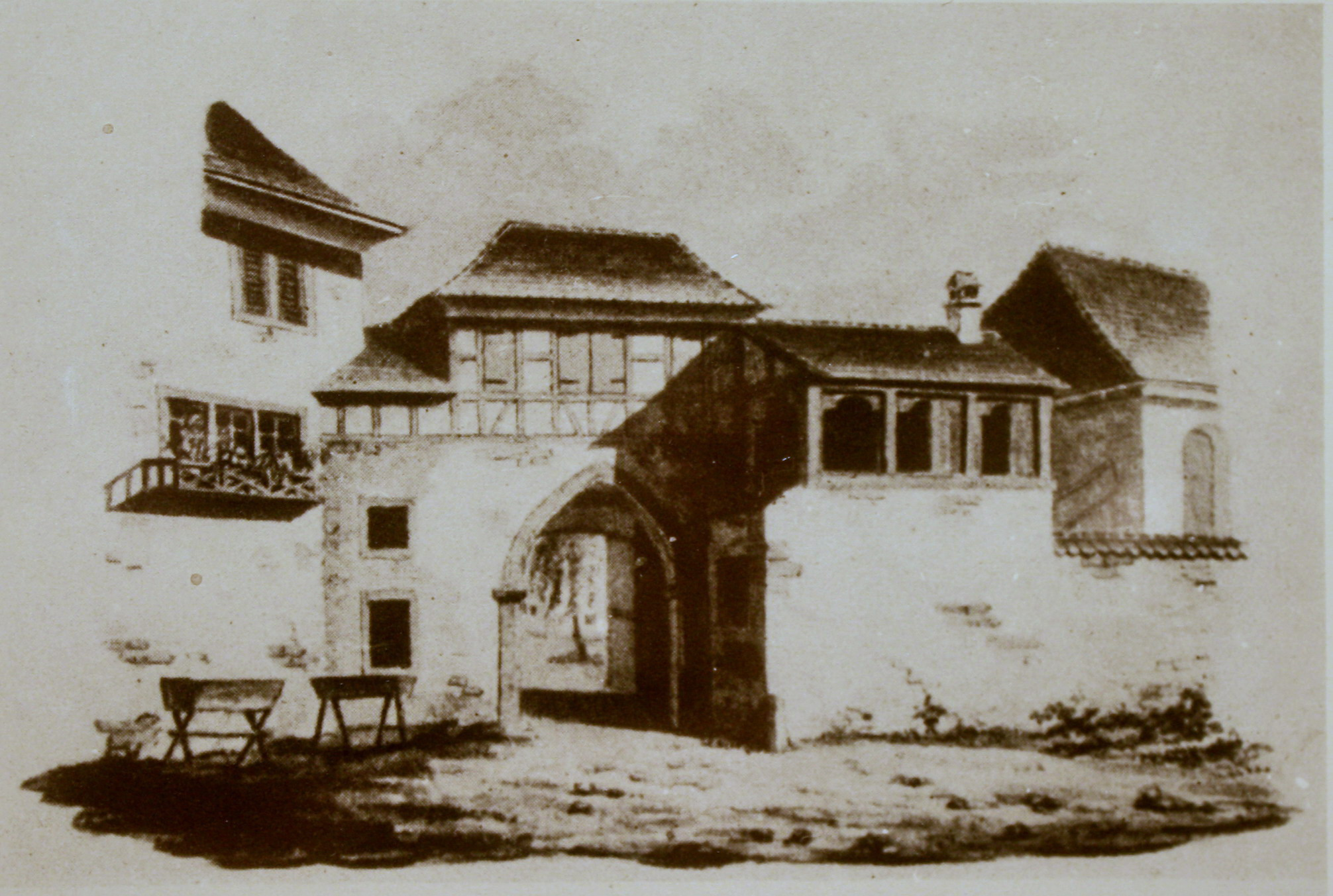
Eingangstor und Umfassungsmauer, Sepia von Ludwig Schulthess, um 1840.

Graf Friedrich VII. von Toggenburg († 1436) wurde 1442 in der um 1437/39 erbauten, heute aber nicht mehr erhaltenen Toggenburger Kapelle an der Nordwestecke der Klosterkirche beigesetzt. Am 5. September 1439 stiftete Gräfin Elisabeth von Matsch, Friedrichs Wittwe, eine Kaplanei zwecks einer täglichen Messe in der Prämonstratenserabtei zu seinem und ihrem eigenen Seelenheil und vermachte der Abtei zu diesem Zweck 30000 Rheinische Gulden und eine kostbare Kleinode mit Zieraten. Nach ihrem Ableben sah die Stiftung vor, dass der Rütner Abt und sein Konvent die tägliche Messe und die gebräuchlichen Jahrzeiten hielten.
Im Sommer 1962 liess die Gemeinde Rüti den zwischen Amtshaus, Kirche und ehemaligem Haus zur «Schütte» liegenden Platz asphaltieren. Die Kantonale Denkmalpflege untersuchte vor Beginn der Bauarbeiten den Baugrund auf mögliche mittelalterliche Baureste. Die Untersuchungen des auf knapp 500 m2 beschränkten Ausgrabungsfeldes dauerten vom 21. Mai bis 5. Juni 1962 und konzentrierten sich auf ein von der Südwestecke in südlicher Richtung zum Kirchenvorplatz verlaufendes, ein Meter breites Mauerfundament, das direkt auf dem Nagelfluhfels, durchschnittlich 1,50 bis 1,80 Meter unter der heutigen Bodenoberfläche liegt. Das untersuchte Areal dürfte mit der 1437/39 von Elisabeth von Matsch erbauten Toggenburger Kapelle identisch gewesen sein, deren Peter-und-Paul-Altar am 16. Januar 1442 eingeweiht worden sein soll. Die Kapelle soll gemäss Sigrist und Lokalhistoriker Emil Wüst im Süden mit der Nordwestecke des grossen dreiteiligen, 1770 abgebrochenen Westbaues der ehemaligen Klosterkirche zusammengeschlossen gewesen sein. Ein Rekonstruktionsversuch auf Grund eines Planes aus der Zeit vor 1770 im Staatsarchiv Zürich scheint diese Annahme zu bestätigen. Eine zwischen 40 und 80 Zentimeter mächtige Bauschuttschicht sowie Kachel- und Keramikfragmente datierte das Schweizerische Landesmuseum durchwegs ins 15. bis 18. Jahrhundert. Die zwischen der Südwestecke des Amtshauses und der ehemaligen Nordwestecke des einstigen Vorhallentraktes liegenden Mauerreste diente später als Fundamente für die auf dem Stich von David Herrliberger sichtbare Umfassungsmauer samt Hoftor des Amtes Rüti. Diese scheinen nach 1833 abgetragen worden zu sein, da sie auf dem Sepia von Ludwig Schulthess um 1840 schon nicht mehr zu sehen sind.

## Kirchgemeinde
Das mittelalterliche Rüti konzentrierte sich auf den 1238 vom Kloster Rüti erworbenen Weiler Ferrach und die klösterlichen Lehenhöfe Rütiwald, Hüllistein, Langacher, Moos, Weier und Eichen. Die Klosterkirche zog aber auch Kirchgänger aus dem heutigen Tann und Fägswil an, beide zur Kirchgemeinde Rüti gehörend. Die ehemalige Klosterkirche gehört seit der Säkularisation des Klosters im Juni 1525 zur Evangelisch-reformierten Landeskirche des Kantons Zürich. Reformator Ulrich Zwingli plante im aufgehobenen Kloster Rüti eine Volksschullehrer-Bildungsstätte einzurichten und besetzte als ersten Pfarrer Wolfgang Kröwl. Gebürtig im Kanton Zug, erhielt Kröwl eine Ausbildung in Paris (Magister Parisiensis) und wurde Lehrer an der Fraumünsterschule in Zürich. Im aufgehobenen Klosters Rüti wurde die Stelle des Leutpriesters und des Lehrers zu einem Amt vereinigt. 1530 erhielt Kröwl für beide Ämter auch nach damaligen Verhältnissen bescheidene 30 Gulden Jahreslohn nebst freier Kost und Logis zugesprochen. Wolfgang Kröwl und drei der ehemaligen Rütner Konventualen zogen mit Zwingli in die Schlacht bei Kappel, wo sie den Tod fanden. Zwar wurde aufgrund fehlender Mittel und Unterstützung in Rüti nur eine Volksschule gegründet, immerhin aber die erste öffentliche Schule in der zürcherischen Landschaft, die 312 Jahre, zuerst von den jeweiligen Pfarrern, dann von schlecht besoldeten und unzureichend ausgebildeten Schulmeistern im alten Pfarrhaus bei der Kirche geleitet wurde. 1601 erhielt Gabriel Schmidt als erster das Doppelamt Sigrist/Schulmeister und begründete damit eine Amtstradition die beinahe zweihundert Jahre Bestand hatte. Mit der Ordination von Pfarrer Johann Jakob Reutlinger verbesserte sich die Situation deutlich: Reutlinger war ein Anhänger von Pestalozzis Lehrmethode, und mit Beginn der Helvetik gelangte er 1798 als Pfarrer und Schulinspektor nach Rüti. In der engen Schulstube im Untergeschoss des Pfarrhauses hat er insgesamt dreissig Lehrer ausgebildet, die wiederum allen in ihrer jeweiligen Nachbarschaft wohnenden Lehrern ihr in Rüti erhaltenes Wissen weiterzugeben hatten.
Bis 1707 fanden die Gottesdienste im westlichen, hinteren Teil der Kirche statt, der durch den Lettner vom vorderen Teil getrennt war. Beim Neubau wurde die Trennmauer zwischen der bisherigen Laien- und der Mönchskirche abgetragen und die Gottesdienste fortan in Mittelschiff und Chor abgehalten: Die Bevölkerung hatte sich auf 700 Personen verdoppelt, da seit 1710 auch Fägswil und die Höfe Oberhaltberg, Laufenbach und Niggital zur Kirchgemeinde Rüti gehörten. Während des Kirchenumbaus von 1980/3 erhielten die Rütner Reformierten Gastrecht in der Römisch-katholischen Kirche in Tann, wie 1966 in umgekehrter Weise, als die Katholische Kirche gebaut wurde.